# Рохас, Хосе Антонио
Хосе Антонио де Рохас и Ортугурен(исп. José Antonio De Rojas y Untuguren ) (1742 год, Сантьяго, Чили- 18 октября 1817 года, Вальпараисо) — политический деятель Чили. Участник национально-освободительного движения Чили против испанского колониального режима конца XVIII—начала XIX веков.

## Биография
Он родился в 1742 году в богатой и влиятельной креольской семье. Он был старшим сыном Андреса де Рохас-и-ла-Мадриса, который был в то время мэром  Сантьяго, и его второй жены, Мерседес Ортугурен-и-Кальдерон. Он женился на Марии де лас Мерседес Салас Корбалан.
Рохас учился в Королевском университете Сан-Фелипе (1747-1843), недавно открытом первом университете Чили.Очень молодым начал военную карьеру. Дослужился до капитана кавалерийского полка.1771 году был назначен магистратом провинции Лампа.
Он путешествовал по Европе, где впитывал идеи Просвещения. В 1772—1778 годы жил в Испании, где изучал труды французских материалистов. Переправил в Чили произведения Дидро, Руссо, Гельвеция, Гольбаха, ему через друзей и за большие деньги удалось получить разрешение папы римского Пия VI на чтение книг, запрещенных в то время инквизицей. В 1778 году он вернулся в Сантьяго.
В чилийской столице Рохас был связан с французами Антонио Берни и Антонио Грамуссе, которые разделяли его идеалы. В 1780 год они планировал установить в Чили республиканскую систему, которая упразднила бы социальные различия и рабство. Так называемый «заговор трех Антонио» был раскрыт властями. 1 января 1781 года лидеры движения были арестованы. Королевский суд объявил Рохаса невиновным и после краткого изгнания в Перу вернулся в Сантьяго.
В доме Рохаса проводились собрания и вечеринки, на которых среди креолов распространялись идеи европейских Просветителей. В 1808 году, когда испанский король Фердинанд VII Бурбон, пленник Наполеона, не мог продолжать править Америкой, наступил кризис. В 1809 году по приказу губернатора Франсиско Антонио Гарсиа Карраско Рохас был арестован по подозрению в подготовке антииспанского восстания. В 1810 году в Чили вспыхнуло восстание, которое  привело к падению губернатора и его замене чилийцем Матео де Торо Самбрано .
В результате борьбы испанского народа против французской оккупации, брат Наполеона Жозеф был свергнут с испанского престола и в 1814 году Фердинанд VII снова стал королём Испании. После поражения армии чилийских патриотов при Ранкагуа в 1814 году испанское господство в Чили было восстановлено. Хосе Антонио Рохас был сослан на острова Хуан-Фернандес, где, несмотря на преклонный возраст, подвергался жестокому обращению.
После победы патриотов в битве при Чакабуко (12 февраля 1817 года) он вернулся, но вскоре умер в Вальпараисо.  Ему не удалось увидеть торжества некоторых своих идей.
Его племянник Хосе Мигель Инфанте де Рохас, сын Агустина Инфанте Прадо и Розы де Рохас-и-Ортугурен, представил в Конгресс законопроект, предлагавший полную отмену рабства — в то время в Чили было немногим больше, чем сотня рабов. Новый закон, одобренный 24 июля 1823 года, гласил, что все родившиеся в 1811 году и позже и их потомки свободны. При временном президентстве Рамона Фрейре рабство было окончательно отменено в декабре 1823 года Конституцией того же года, которая включала идеи Инфанте:
В Чили нет рабов: тот, кто ступит на его территорию в течение календарного дня, будет свободен. Тот, кто владеет этим бизнесом, не может проживать здесь больше месяца или когда-либо натурализоваться (Статья 8. 3)
.
Хосе Антонио Рохас оставил в наследство иллюстрированную библиотеку из 472 наименований с общим количеством 2155 томов. Среди томов этой библиотеки были словари, научные книги, книги по истории, литературае, изобразительному искусству и путеводители.
В январе 1778 года он женился на Марии Мерседес де Салас. Их дети: Хуан Мигель Де Рохас и Унтугурен Мария Мерседес Де Рохас и Унтугурен. Мерседес стала женой Мануэля Мансо де Веласко и Санта-Круса, внучатого племянника Хосе Антонио Мансо де Веласко, губернатора и генерал-капитана Чили.

### Идеи «трёх Антонио»
Замена монархического режима республиканским .
Правительство должно быть создано в виде коллегиального органа- суверенного Сената .
Народные выборы (избирательные права должны иметь даже коренные " арауканцы " или мапучи).
Отмена рабства и смертной казни .
Конец социальных иерархий .
Передел земли с распределением ее между всеми чилийцами на равные участки.
Экспорт революции в остальной мир.
Некоторые из этих идей были применены после обретения независимости, например, создание Сената и всенародные выборы, хотя и в ограниченном объеме. Кроме того, отмена рабства и ограничение дворянских титулов были одобрены только во время правления Бернардо О’Хиггинса и Рамона Фрейре .